# Plumularia integra
Plumularia integra is een hydroïdpoliep uit de familie Plumulariidae. De poliep komt uit het geslacht Plumularia. Plumularia integra werd in 1948 voor het eerst wetenschappelijk beschreven door Fraser. 